# Petaliaeschna flavipes
Petaliaeschna flavipes – gatunek ważki z rodziny żagnicowatych (Aeshnidae). Znany jedynie z dwóch stanowisk – w północnym Wietnamie oraz północno-zachodniej Tajlandii.